# Lichida
Lichida é uma ordem de artrópodes pertencente à classe trilobita. O grupo surgiu no Ordoviciano e extinguiu-se no Devoniano.

## Superfamílias
- Dameselloidea
- Lichoidea
- Odontopleuroidea